# Casa al carrer del Riu, 3 (Sant Pere Pescador)
La Casa al carrer del Riu, 3 és una obra de Sant Pere Pescador (Alt Empordà) inclosa a l'Inventari del Patrimoni Arquitectònic de Catalunya.

## Descripció
Situada dins del nucli urbà de la població de Sant Pere Pescador, al sud de l'antic recinte medieval de la vila, entre el carrer del Riu i l'inici del carrer Hospital.
Edifici de planta rectangular, format per tres cossos adossats, amb un pati al costat de llevant. L'edifici principal té la coberta a un sol vessant de teula i està distribuït en planta baixa i dos pisos. Totes les obertures són rectangulars, majoritàriament bastides amb carreus de pedra als brancals i les llindes planes. Moltes d'elles presenten un petit arc de descàrrega, bastit amb maons, a la part superior de la llinda. La façana principal presenta, a la planta baixa, un gran portal d'accés. Als pisos hi ha dues finestres, la del primer amb l'ampit motllurat. De la façana lateral destaca el balcó exempt. El cos adossat a llevant presenta la teulada a un sol vessant i està distribuït en tres plantes, amb les obertures emmarcades amb pedra i una galeria oberta al pis superior.
La construcció és bastida amb pedra de diverses mides lligada amb morter de calç. Hi ha carreus ben desbastats a les cantonades de l'edifici.

## Història
En el nucli antic de Sant Pere Pescador hi ha algunes cases dels segles XVI, XVII i XVIII amb interessants elements arquitectònics. Amb l'acabament de les guerres remences la vila de Sant Pere Pescador s'expandí més enllà del nucli fortificat al centre on hi havia l'església i la casa Caramany, sobretot vers migdia on es formà un extens barri entre la muralla i el riu. Aquesta és una construcció del segle xvii amb reformes posteriors.